# Microtropesa viridescens
Microtropesa viridescens är en tvåvingeart som beskrevs av Paramonov 1951. Microtropesa viridescens ingår i släktet Microtropesa och familjen parasitflugor. Inga underarter finns listade i Catalogue of Life.